# 알키비아데스
알키비아데스 클레이니우 스캄보니데스(고대 그리스어: Ἀλκιβιάδης Κλεινίου Σκαμβωνίδης, 기원전 450년 ~ 404년경)는 고대 그리스 아테나이의 정치가, 웅변가, 장군이다. 소크라테스의 제자이며, 아테나이 중우정치를 대표하는 데마고그이다. 펠로폰네소스 전쟁 와중에 알키비아데스는 자신의 정치 신조를 여러 번 바꾸었다. 기원전 410년대 그가 태어난 아테나이에서 공격적인 외교를 옹호했으며, 시켈리아 원정을 주장하였지만, 정적들이 신성모독의 혐의를 뒤집어 씌움으로써 스파르타에 망명하게 된다. 적국 스파르타에서는 전략적인 조언자, 군사령관, 정치인으로서 주요한 역할을 하며, 결과적으로 펠로폰네소스 전쟁에서 아테나이를 패배로 이끌었다.
스파르타에서도 그는 강력한 정적을 만들어 다시 페르시아 제국으로 도주를 하게 되었고, 태수 티사페르네스의 보좌관으로 일을 하다가 그의 아테나이 정치 동맹에 의해 아테나이로 소환되게 된다. 아테나이에서 몇 년 동안 장군일을 맡았지만, 정적에 의하 다시 두번째로 추방을 당하게 된다.

## 생애

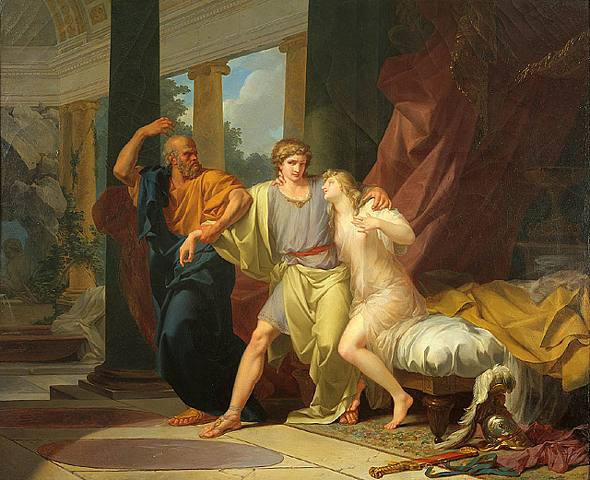
장바티스트 르뇨: 소크라테스, 육감적 쾌락으로부터 알키비아데스를 끌어내려는' (1791)

### 유청년기
클레이니아스의 아들로, 스캄보니다이 데모스 출신이다. 그의 어머니 데이노마케는 메가클레스의 딸로 에우리사케스와 텔라모니아의 아이아스 (대) 가문 계열이었다. 그래서 알키비아데스는 모계쪽 귀족 가문 알크마이오니다이 가문에 속해 있었다. 부모가 혈육이었기 때문에, 저명한 페리클레스와 그의 형제 아리프론은 데이노마케의 조카들이었다. 그의 외할아버지 이름도 알키비아데스였으며, 그는 기원전 6세기 후반 유명한 헌법 개혁가였던 클레이스테네스의 친구였다. 기원전 447년 코로네이아 전투에서 클레이니아스가 전사한 후, 페리클레스와 아리프론은 그의 경호원이 되었다. 플루타르코스에 따르면, 알키비아데스는 여러 명의 유명한 교사들에게서 사사를 받았는데, 그들 중에는 소크라테스도 있었고 그로부터 수사학을 잘 교육받았다고 한다.

### 시켈리아 원정
알키비아데스가 활약한 시대는 펠로폰네소스 전쟁의 시기였고, 이 전쟁은 페리클레스가 주창한 농성 작전이 통하지 않았다. 스파르타가 원정을 하게 됨으로써 보급로가 끊길 우려가 있었기 때문에 새로운 국면을 맞이하고 있었다. 페리클레스는 전염병으로 사망했기 때문에, 그 이외의 유력한 정치인들이 다음 단계를 생각하지 않으면 안 되었다. 알키비아데스의 정적이기도 한 니키아스가 휴전을 주장하여 기원전 421년의 니키아스 평화조약에 의해 아테나이가 이끄는 델로스 동맹과 스파르타가 이끄는 펠로폰네소스 동맹은 강화를 하게 되었다. 그러나 주전론을 주창 알키비아데스는 그것을 깨고 다시 전쟁을 재개시켰고, 동맹국을 돕는다는 명분으로 시켈리아 전역을 지배하에 두기 위해 시켈리아 원정을 제안하였다. 그리고 그도 니키아스와 함께 두 사람의 사령관 중 한 명으로 참여했다.
알키비아데스는 오만한 성격이었기 때문에 정적이 많았다. 도착 후 바로 전에 일어난 헤르메스 동상 파괴 사건의 용의자로 지목되었고, 정적들에 의해 아테나이에 귀국 명령이 떨어졌다. 목숨에 위협을 느낀 그는 스파르타로 망명했다.

### 스파르타 망명
스파르타에서 알키비아데스는 전략 조언자로 활동하였으며, 아테나이로 대규모 공격 작전을 감행하도록 제안 또는 지도하였다. 알키비아데스는 아테나이의 내부 정보를 흘려 시켈리아 내부의 방어 정보를 스파르타 측에 알려주었다. 그 결과, 스파르타는 시켈리아 섬에 군대를 파견하였고, 철저한 항전을 하기로 했다.
스파르타군에 의해서 시켈리아 군은 방어가 강해졌고, 아테나이는 막대한 전력을 투입했음에도 불구하고 아테나이의 시켈리아 원정은 전멸이나 다름없는 대패로 끝났다. 스파르타 원정군은 항복한 아테나이의 사령관 니키아스와 데모스테네스를 받아들였지만, 시라쿠사이에 의해 처형되었다. 이 사건은 시라쿠사이의 펠로폰네소스 전쟁 참전이란 결과도 초래했다.
그러나 스파르타에서도 알키비아데스는 이내 강력한 정적을 만들게 되어, 페르시아로 도망쳐야 했다.

### 페르시아 망명
알키비아데스는 스파르타에서는 고문과 같은 위치에서 아테나이에 곡물 수송의 요지 데켈리아에 요새를 만들 것을 건의하였다. 페르시아 제국 아케메네스 왕조와 스파르타의 원조 협상을 위해 교섭을 벌이기도 했다. 그러나 스파르타 왕비와 정을 통했다는 이유로 스파르타와의 관계가 악화되었다. 결국 그는 페르시아 제국의 태수 티사페르네스에게 망명하여 조언자로 활동했다.

## 최후

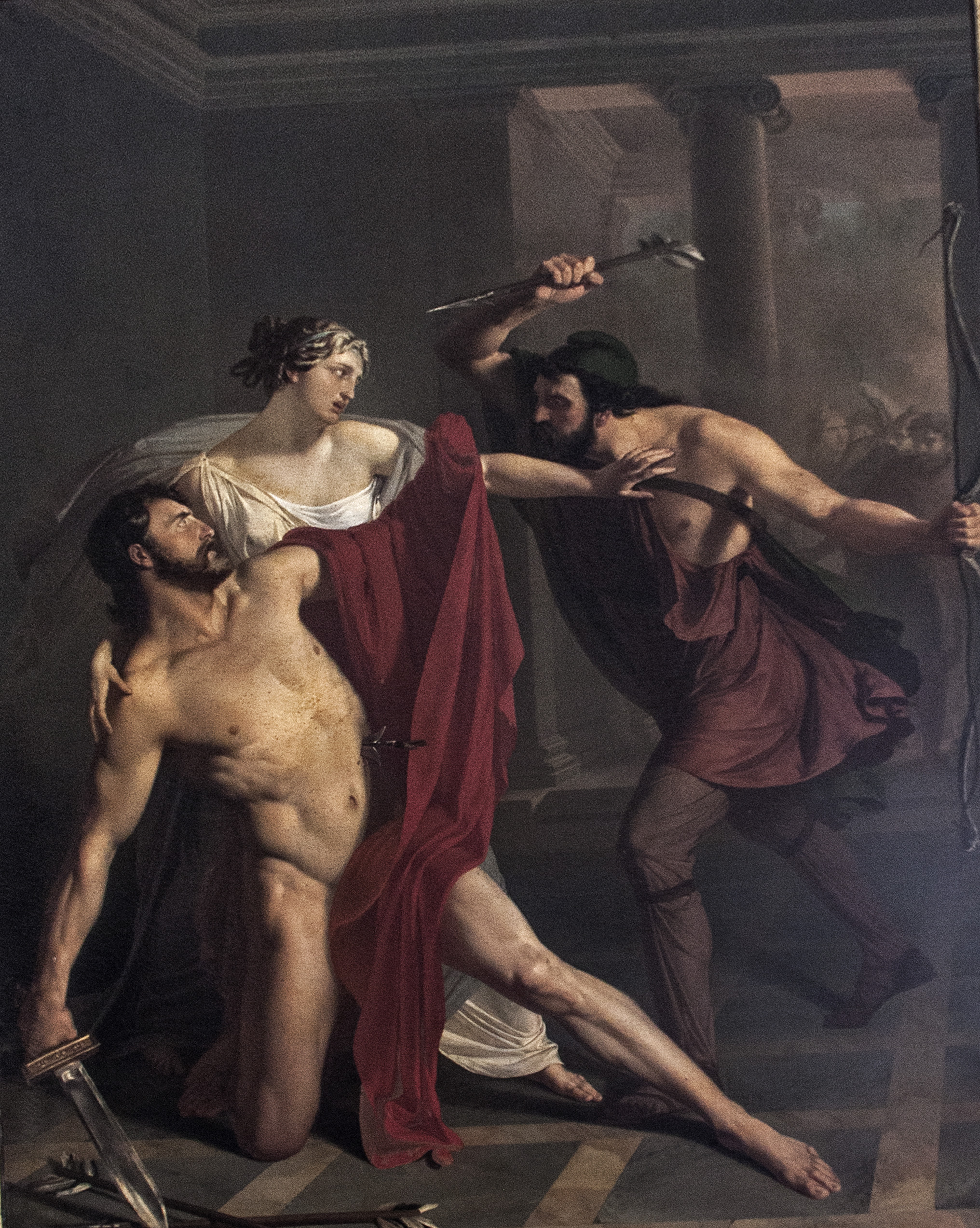
미셸 드 나폴리 (1808–1892): 알키비아데스의 죽음 (c. 1839), 나폴리 국립 고고학 박물관

기원전 411년에 아테나이에서 과두 정권이 수립되면서 알키비아데스는 귀국을 허용하고 올라 섰다. 그 후 사모스 섬의 아테나이 주둔군 지휘관이 되었고, 기원전 410년에 스파르타 군을 물리쳤다. 그러나 기원전 406년 함대 부장의 독단에 의한 패전의 책임을 자신에게 떠넘기자 트라키아로 망명한다. 망명처인 프리기아에서 태수 파르나바조스의 환대를 받았지만, 스파르타의 요청에 의해 암살당했다. (혹은 복잡한 여성 관계로 피살되었다.)

## 인물
그는 재능, 외모, 집안, 덕망 모두에서 탁월한 인물이었던 것 같다. 덕이든 악덕이든 그를 능가하는 사람은 없다는 말까지 있었다. 그의 출중한 용모는 남녀 모두에게서 사랑을 받았고, 애인이 끊이지 않았던 것으로 보인다. 게다가 언변도 좋아서 다른 사람을 지지하거나, 민중을 선동하는 것이 뛰어났다.
어려서부터 오만과 전횡으로 자신의 뛰어난 재능을 사랑하였고, 보통 사람이나 다른 사람을 업신 여기고 있었다. 그에 반해 자신보다 뛰어나다고 판단한 인물에 대해서는 남다른 존경과 열정을 쏟았다. 스승인 소크라테스에게는 소크라테스가 다른 사람을 보는 것만으로 질투할 정도로 심취하였고, (자제심이 강한 소크라테스에게는 무의미했지만) 그 미모로 몇 차례 그를 유혹하기조차 했다.